# Ланген (Бремерхафен)
Ланген (њем. Langen) град је у њемачкој савезној држави Доња Саксонија. Једно је од 57 општинских средишта округа Куксхафен. Према процјени из 2010. у граду је живјело 18.449 становника. Посједује регионалну шифру (AGS) 3352030.

## Географски и демографски подаци
Ланген се налази у савезној држави Доња Саксонија у округу Куксхафен. Град се налази на надморској висини од 14 метара. Површина општине износи 121,6 km². У самом граду је, према процјени из 2010. године, живјело 18.449 становника. Просјечна густина становништва износи 152 становника/km².